# 住谷念美
住谷 念美（すみや ねみ、台湾名:宗 念美）は、台湾（中華民国）出身の女優、モデル。日本語、台湾国語（中国語）、台湾語、英語を話す。通称念美。日本および台湾のドラマ、日本のCMや舞台に出演。

## 出演

### テレビドラマ
- スクラップ・ティーチャー〜教師再生〜（2008年） - 柴原みどり 役
- 赤鼻のセンセイ（2009年） - 樋口陽子 役
- 愛∞無限（2010年、台湾ドラマ） - 許心潔 役
- HIStory2 越界（2018年、台湾ドラマ） - 何小小 役

### CM
- クラシエ
  - いち髪 「瞬間密着！」篇 （2009年、日本）
- NTTドコモ
  - F-02B 「デート・男」篇 (2009年、日本)
  - F-02B TV-CM 「デート・女」篇 (2009年、日本)
- 花王
  - リーゼプリティア泡カラー（2012年〜、アジア全土）

### 書籍
- 絶対小顔コルセット―整形レベルのW巻き（主婦の友社、2011年7月2日）モデルとして

### その他
- 林務局 初日-一睹阿里山日出之美（2019年）